# Primetime Emmy a la millor actriu secundària en sèrie dramàtica
El Primetime Emmy a la millor actriu secundària en sèrie dramàtica (en anglès Primetime Emmy Award for Outstanding Supporting Actress in a Drama Series) és el Premi Emmy que s'atorga anualment a la millor actuació femenina de repartiment en una sèrie dramàtica de televisió.

## Guanyadores i nominades
La guanyadora de cada any es mostra sobre fons groc:

### Dècada del 1950
| Any  | Actriu       | Programa    | Personatge |
| ---- | ------------ | ----------- | ---------- |
| 1959 | Barbara Hale | Perry Mason |            |

### Dècada del 1960
| Any  | Actriu               | Programa             | Personatge |
| ---- | -------------------- | -------------------- | ---------- |
| 1960 | No hi va haver premi |                      |            |
| 1961 | No hi va haver premi |                      |            |
| 1962 | Pamela Brown         | Victoria Regina      |            |
| 1963 | Glenda Farrell       | Ben Casey            |            |
| 1964 | Ruth White           | Little Moon of Alban |            |
| 1965 | No hi va haver premi |                      |            |
| 1966 | Lee Grant            | Peyton Place         |            |
| 1967 | Agnes Moorehead      | The Wild Wild West   |            |
| 1968 | Barbara Anderson     | Ironside             |            |
| 1969 | Susan Saint James    | The Name of the Game |            |

### Dècada del 1970
| Any  | Actriu            | Programa                       | Personatge |
| ---- | ----------------- | ------------------------------ | ---------- |
| 1970 | Gail Fisher       | Mannix                         |            |
| 1971 | Margaret Leighton | Hallmark Hall of Fame - Hamlet |            |
| 1972 | Jenny Agutter     | The Snow Goose                 |            |
| 1973 | Ellen Corby       | The Waltons                    |            |
| 1974 | Joanna Miles      | The Glass Menagerie            |            |
| 1975 | Ellen Corby       | The Waltons                    |            |
| 1976 | Ellen Corby       | The Waltons                    |            |
| 1977 | Kristy McNichol   | Family                         |            |
| 1978 | Nancy Marchand    | Lou Grant                      |            |
| 1979 | Kristy McNichol   | Family                         |            |

### Dècada del 1980
| Any               | Actriu                   | Programa                  | Personatge | Cadena |
| ----------------- | ------------------------ | ------------------------- | ---------- | ------ |
| 1979-1980         |                          |                           |            |        |
| Nancy Marchand    | Lou Grant                | Margaret Pynchon          | CBS        |        |
| Nina Foch         | Lou Grant                | Sra. Polk                 | CBS        |        |
| Linda Kelsey      | Lou Grant                | Billie Newman             | CBS        |        |
| Jessica Walter    | Trapper John, M.D.       | Melanie McIntyre          | CBS        |        |
| 1980-1981         |                          |                           |            |        |
| Nancy Marchand    | Lou Grant                | Margaret Pynchon          | CBS        |        |
| Barbara Barrie    | Breaking Away            | Evelyn Stroller           | ABC        |        |
| Barbara Bosson    | Hill Street Blues        | Fay Furillo               | NBC        |        |
| Linda Kelsey      | Lou Grant                | Billie Newman             | CBS        |        |
| Betty Thomas      | Hill Street Blues        | Sergent Lucille Bates     | NBC        |        |
| 1981-1982         |                          |                           |            |        |
| Nancy Marchand    | Lou Grant                | Margaret Pynchon          | CBS        |        |
| Barbara Bosson    | Hill Street Blues        | Fay Furillo               | NBC        |        |
| Julie Harris      | Knots Landing            | Lilimae Clements          | CBS        |        |
| Linda Kelsey      | Lou Grant                | Billie Newman             | CBS        |        |
| Betty Thomas      | Hill Street Blues        | Sergent Lucille Bates     | NBC        |        |
| 1982-1983         |                          |                           |            |        |
| Doris Roberts     | St. Elsewhere            | Cora                      | NBC        |        |
| Barbara Bosson    | Hill Street Blues        | Fay Furillo               | NBC        |        |
| Christina Pickles | St. Elsewhere            | Infermera Helen Rosenthal | NBC        |        |
| Madge Sinclair    | Trapper John, M.D.       | Infermera Ernestine Shoop | CBS        |        |
| Betty Thomas      | Hill Street Blues        | Sergent Lucille Bates     | NBC        |        |
| 1983-1984         |                          |                           |            |        |
| Alfre Woodard     | Hill Street Blues        | Doris Robson              | NBC        |        |
| Barbara Bosson    | Hill Street Blues        | Fay Furillo               | NBC        |        |
| Piper Laurie      | St. Elsewhere            | Fran Singleton            | NBC        |        |
| Madge Sinclair    | Trapper John, M.D.       | Infermera Ernestine Shoop | CBS        |        |
| Betty Thomas      | Hill Street Blues        | Sergent Lucille Bates     | NBC        |        |
| 1984-1985         |                          |                           |            |        |
| Betty Thomas      | Hill Street Blues        | Sergent Lucille Bates     | NBC        |        |
| Barbara Bosson    | Hill Street Blues        | Fay Furillo               | NBC        |        |
| Christina Pickles | St. Elsewhere            | Infermera Helen Rosenthal | NBC        |        |
| Doris Roberts     | Remington Steele         | Mildred Krebs             | NBC        |        |
| Madge Sinclair    | Trapper John, M.D.       | Infermera Ernestine Shoop | CBS        |        |
| 1985-1986         |                          |                           |            |        |
| Bonnie Bartlett   | St. Elsewhere            | Ellen Craig               | NBC        |        |
| Allyce Beasley    | Moonlighting             | Agnes DiPesto             | ABC        |        |
| Christina Pickles | St. Elsewhere            | Infermera Helen Rosenthal | NBC        |        |
| Betty Thomas      | Hill Street Blues        | Sergent Lucille Bates     | NBC        |        |
| 1986-1987         |                          |                           |            |        |
| Bonnie Bartlett   | St. Elsewhere            | Ellen Craig               | NBC        |        |
| Allyce Beasley    | Moonlighting             | Agnes DiPesto             | ABC        |        |
| Christina Pickles | St. Elsewhere            | Infermera Helen Rosenthal | NBC        |        |
| Susan Ruttan      | L.A. Law                 | Roxanne Melman            | NBC        |        |
| Betty Thomas      | Hill Street Blues        | Sergent Lucille Bates     | NBC        |        |
| 1987-1988         |                          |                           |            |        |
| Patricia Wettig   | thirtysomething          | Nancy Krieger Weston      | ABC        |        |
| Bonnie Bartlett   | St. Elsewhere            | Ellen Craig               | NBC        |        |
| Polly Draper      | thirtysomething          | Ellyn Warren              | ABC        |        |
| Christina Pickles | St. Elsewhere            | Infermera Helen Rosenthal | NBC        |        |
| Susan Ruttan      | L.A. Law                 | Roxanne Melman            | NBC        |        |
| 1988-1989         |                          |                           |            |        |
| Melanie Mayron    | thirtysomething          | Melissa Steadman          | ABC        |        |
| Michele Greene    | L.A. Law                 | Abby Perkins              | NBC        |        |
| Lois Nettleton    | In the Heat of the Night | Joanne St. John           | NBC        |        |
| Amanda Plummer    | L.A. Law                 | Alice Hackett             | NBC        |        |
| Susan Ruttan      | L.A. Law                 | Roxanne Melman            | NBC        |        |

### Dècada del 1990
| Any                | Actriu                    | Programa          | Personatge | Cadena |
| ------------------ | ------------------------- | ----------------- | ---------- | ------ |
| 1989-1990          |                           |                   |            |        |
| Marg Helgenberger  | China Beach               | KC Koloski        | ABC        |        |
| Sherilyn Fenn      | Twin Peaks                | Audrey Horne      | ABC        |        |
| Melanie Mayron     | thirtysomething           | Melissa Steadman  | ABC        |        |
| Diana Muldaur      | L.A. Law                  | Rosalind Shays    | NBC        |        |
| Susan Ruttan       | L.A. Law                  | Roxanne Melman    | NBC        |        |
| 1990-1991          |                           |                   |            |        |
| Madge Sinclair     | Gabriel's Fire            | Empress Josephine | ABC        |        |
| Marg Helgenberger  | China Beach               | KC Koloski        | ABC        |        |
| Piper Laurie       | Twin Peaks                | Catherine Martell | ABC        |        |
| Melanie Mayron     | thirtysomething           | Melissa Steadman  | ABC        |        |
| Diana Muldaur      | L.A. Law                  | Rosalind Shays    | NBC        |        |
| 1991-1992          |                           |                   |            |        |
| Valerie Mahaffey   | Northern Exposure         | Eve               | CBS        |        |
| Mary Alice         | I'll Fly Away             | Marguerite Peck   | NBC        |        |
| Barbara Barrie     | Law & Order               | Sra. Bream        | NBC        |        |
| Conchata Ferrell   | L.A. Law                  | Susan Bloom       | NBC        |        |
| Cynthia Geary      | Northern Exposure         | Shelly Tambo      | CBS        |        |
| Marg Helgenberger  | China Beach               | KC Koloski        | ABC        |        |
| Kay Lenz           | Reasonable Doubts         | Maggie Zombro     | NBC        |        |
| 1992-1993          |                           |                   |            |        |
| Mary Alice         | I'll Fly Away             | Marguerite Peck   | NBC        |        |
| Cynthia Geary      | Northern Exposure         | Shelly Tambo      | CBS        |        |
| Kay Lenz           | Reasonable Doubts         | Maggie Zombro     | NBC        |        |
| Kellie Martin      | Life Goes On              | Rebecca Thatcher  | NBC        |        |
| Peg Phillips       | Northern Exposure         | Ruth-Anne Miller  | CBS        |        |
| 1993-1994          |                           |                   |            |        |
| Leigh Taylor-Young | Picket Fences             | Rachel Harris     | CBS        |        |
| Amy Brenneman      | NYPD Blue                 | Janice Licalsi    | ABC        |        |
| Jill Eikenberry    | L.A. Law                  | Ann Kelsey        | NBC        |        |
| Sharon Lawrence    | NYPD Blue                 | Sylvia Costas     | ABC        |        |
| Gail O'Grady       | NYPD Blue                 | Donna Abandando   | ABC        |        |
| 1994-1995          |                           |                   |            |        |
| Julianna Margulies | ER                        | Carol Hathaway    | NBC        |        |
| Barbara Babcock    | Dr. Quinn, Medicine Woman | Dorothy Jennings  | CBS        |        |
| Tyne Daly          | Christy                   | Alice Henderson   | CBS        |        |
| Sharon Lawrence    | NYPD Blue                 | Sylvia Costas     | ABC        |        |
| Gail O'Grady       | NYPD Blue                 | Donna Abandando   | ABC        |        |
| 1995-1996          |                           |                   |            |        |
| Tyne Daly          | Christy                   | Alice Henderson   | CBS        |        |
| Barbara Bosson     | Murder One                | Miriam Grasso     | ABC        |        |
| Sharon Lawrence    | NYPD Blue                 | Sylvia Costas     | ABC        |        |
| Julianna Margulies | ER                        | Carol Hathaway    | NBC        |        |
| Gail O'Grady       | NYPD Blue                 | Donna Abandando   | ABC        |        |
| 1996-1997          |                           |                   |            |        |
| Kim Delaney        | NYPD Blue                 | Diane Russell     | ABC        |        |
| Laura Innes        | ER                        | Kerry Weaver      | NBC        |        |
| CCH Pounder        | ER                        | Angela Hicks      | NBC        |        |
| Della Reese        | Touched by an Angel       | Tess              | CBS        |        |
| Gloria Reuben      | ER                        | Jeanie Boulet     | NBC        |        |
| 1997-1998          |                           |                   |            |        |
| Camryn Manheim     | The Practice              | Ellenor Frutt     | ABC        |        |
| Kim Delaney        | NYPD Blue                 | Diane Russell     | ABC        |        |
| Laura Innes        | ER                        | Kerry Weaver      | NBC        |        |
| Della Reese        | Touched by an Angel       | Tess              | CBS        |        |
| Gloria Reuben      | ER                        | Jeanie Boulet     | NBC        |        |
| 1998-1999          |                           |                   |            |        |
| Holland Taylor     | The Practice              | Roberta Kittleson | ABC        |        |
| Lara Flynn Boyle   | The Practice              | Helen Gamble      | ABC        |        |
| Kim Delaney        | NYPD Blue                 | Diane Russell     | ABC        |        |
| Camryn Manheim     | The Practice              | Ellenor Frutt     | ABC        |        |
| Nancy Marchand     | The Sopranos              | Livia Soprano     | HBO        |        |

### Dècada del 2000
| Any                | Actriu                     | Programa          | Personatge | Cadena |
| ------------------ | -------------------------- | ----------------- | ---------- | ------ |
| 1999-2000          |                            |                   |            |        |
| Allison Janney     | The West Wing              | C. J. Cregg       | NBC        |        |
| Stockard Channing  | The West Wing              | Abbey Bartlet     | NBC        |        |
| Tyne Daly          | Judging Amy                | Maxine Gray       | CBS        |        |
| Nancy Marchand     | The Sopranos               | Livia Soprano     | HBO        |        |
| Holland Taylor     | The Practice               | Roberta Kittleson | ABC        |        |
| 2000-2001          |                            |                   |            |        |
| Allison Janney     | The West Wing              | C. J. Cregg       | NBC        |        |
| Stockard Channing  | The West Wing              | Abbey Bartlet     | NBC        |        |
| Tyne Daly          | Judging Amy                | Maxine Gray       | CBS        |        |
| Maura Tierney      | ER                         | Abby Lockhart     | NBC        |        |
| Aida Turturro      | The Sopranos               | Janice Soprano    | HBO        |        |
| 2001-2002          |                            |                   |            |        |
| Stockard Channing  | The West Wing              | Abbey Bartlet     | NBC        |        |
| Lauren Ambrose     | Six Feet UndSix Feet Under | Claire Fisher     | HBO        |        |
| Tyne Daly          | Judging Amy                | Maxine Gray       | CBS        |        |
| Janel Moloney      | The West Wing              | Donna Moss        | NBC        |        |
| Mary-Louise Parker | The West Wing              | Amy Gardner       | NBC        |        |
| 2002-2003          |                            |                   |            |        |
| Tyne Daly          | Judging Amy                | Maxine Gray       | CBS        |        |
| Lauren Ambrose     | Six Feet UndSix Feet Under | Claire Fisher     | HBO        |        |
| Stockard Channing  | The West Wing              | Abbey Bartlet     | NBC        |        |
| Rachel Griffiths   | Six Feet UndSix Feet Under | Brenda Chenowith  | HBO        |        |
| Lena Olin          | Alias                      | Irina Derevko     | ABC        |        |
| 2003-2004          |                            |                   |            |        |
| Drea de Matteo     | The Sopranos               | Adriana La Cerva  | HBO        |        |
| Stockard Channing  | The West Wing              | Abbey Bartlet     | NBC        |        |
| Tyne Daly          | Judging Amy                | Maxine Gray       | CBS        |        |
| Janel Moloney      | The West Wing              | Donna Moss        | NBC        |        |
| Robin Weigert      | Deadwood                   | Calamity Jane     | HBO        |        |
| 2004-2005          |                            |                   |            |        |
| Blythe Danner      | Huff                       | Izzy Huffstodt    | Showtime   |        |
| Stockard Channing  | The West Wing              | Abbey Bartlet     | NBC        |        |
| Tyne Daly          | Judging Amy                | Maxine Gray       | CBS        |        |
| Sandra Oh          | Grey's Anatomy             | Cristina Yang     | ABC        |        |
| CCH Pounder        | The Shield                 | Claudette Wyms    | FX         |        |
| 2005-2006          |                            |                   |            |        |
| Blythe Danner      | Huff                       | Izzy Huffstodt    | Showtime   |        |
| Candice Bergen     | Boston Legal               | Shirley Schmidt   | ABC        |        |
| Sandra Oh          | Grey's Anatomy             | Cristina Yang     | ABC        |        |
| Jean Smart         | 24                         | Martha Logan      | Fox        |        |
| Chandra Wilson     | Grey's Anatomy             | Miranda Bailey    | ABC        |        |
| 2006-2007          |                            |                   |            |        |
| Katherine Heigl    | Grey's Anatomy             | Izzie Stevens     | ABC        |        |
| Lorraine Bracco    | The Sopranos               | Jennifer Melfi    | HBO        |        |
| Rachel Griffiths   | Brothers & Sisters         | Sarah Walker      | ABC        |        |
| Sandra Oh          | Grey's Anatomy             | Cristina Yang     | ABC        |        |
| Aida Turturro      | The Sopranos               | Janice Soprano    | HBO        |        |
| Chandra Wilson     | Grey's Anatomy             | Miranda Bailey    | ABC        |        |
| 2007-2008          |                            |                   |            |        |
| Dianne Wiest       | In Treatment               | Gina Toll         | HBO        |        |
| Candice Bergen     | Boston Legal               | Shirley Schmidt   | ABC        |        |
| Rachel Griffiths   | Brothers & Sisters         | Sarah Walker      | ABC        |        |
| Sandra Oh          | Grey's Anatomy             | Cristina Yang     | ABC        |        |
| Chandra Wilson     | Grey's Anatomy             | Miranda Bailey    | ABC        |        |
| 2008-2009          |                            |                   |            |        |
| Cherry Jones       | 24                         | Allison Taylor    | Fox        |        |
| Rose Byrne         | Damages                    | Ellen Parsons     | FX         |        |
| Hope Davis         | In Treatment               | Mia Nesky         | HBO        |        |
| Sandra Oh          | Grey's Anatomy             | Cristina Yang     | ABC        |        |
| Dianne Wiest       | In Treatment               | Gina Toll         | HBO        |        |
| Chandra Wilson     | Grey's Anatomy             | Miranda Bailey    | ABC        |        |

### Dècada del 2010
| Any                 | Actriu           | Programa           | Personatge | Cadena |
| ------------------- | ---------------- | ------------------ | ---------- | ------ |
| 2009-2010           |                  |                    |            |        |
| Archie Panjabi      | The Good Wife    | Kalinda Sharma     | CBS        |        |
| Christine Baranski  | The Good Wife    | Diane Lockhart     | CBS        |        |
| Rose Byrne          | Damages          | Ellen Parsons      | FX         |        |
| Sharon Gless        | Burn Notice      | Madeline Westen    | USA        |        |
| Christina Hendricks | Mad Men          | Joan Harris        | AMC        |        |
| Elisabeth Moss      | Mad Men          | Peggy Olson        | AMC        |        |
| 2010-2011           |                  |                    |            |        |
| Margo Martindale    | Justified        | Mags Bennett       | FX         |        |
| Christine Baranski  | The Good Wife    | Diane Lockhart     | CBS        |        |
| Michelle Forbes     | The Killing      | Mitch Larsen       | AMC        |        |
| Christina Hendricks | Mad Men          | Joan Harris        | AMC        |        |
| Kelly Macdonald     | Boardwalk Empire | Margaret Schroeder | HBO        |        |
| Archie Panjabi      | The Good Wife    | Kalinda Sharma     | CBS        |        |
| 2011-2012           |                  |                    |            |        |
| Maggie Smith        | Downton Abbey    | Violet Crawley     | PBS        |        |
| Christine Baranski  | The Good Wife    | Diane Lockhart     | CBS        |        |
| Joanne Froggatt     | Downton Abbey    | Anna Bates         | PBS        |        |
| Anna Gunn           | Breaking Bad     | Skyler White       | AMC        |        |
| Christina Hendricks | Mad Men          | Joan Harris        | AMC        |        |
| Archie Panjabi      | The Good Wife    | Kalinda Sharma     | CBS        |        |
| 2012-2013           |                  |                    |            |        |
| Anna Gunn           | Breaking Bad     | Skyler White       | AMC        |        |
| Morena Baccarin     | Homeland         | Jessica Brody      | Showtime   |        |
| Christine Baranski  | The Good Wife    | Diane Lockhart     | CBS        |        |
| Emilia Clarke       | Game of Thrones  | Daenerys Targaryen | HBO        |        |
| Christina Hendricks | Mad Men          | Joan Harris        | AMC        |        |
| Maggie Smith        | Downton Abbey    | Violet Crawley     | PBS        |        |